# Погожев, Дементий Семёнович
Дементий Семёнович Погожев — голова и воевода во времена правления Михаила Фёдоровича.
Сын калужского городового дворянина Семёна Погожева. Имел братьев: Ивана, Дмитрия, Исаака Семёновичей и сестру Ульяну († 1624) — замужем за бояриным Александром Никитичем Романовым, погребена в Новоспасском монастыре.

## Биография
Подписался в грамоте по избранию на царство Михаила Фёдоровича Романова (май 1613). На государевой службе в Серпухове, Тарусе и Алексине (1613). Голова во Пскове (1615—1616). Воевода в Алатыре (1617—1618). Участвовал в размежевании литовских границ (1622). Воевода в Самаре (1623—1624). Московский дворянин (1627—1629). Воевода на Двине (1629), Архангельске (1629—1630). По жалобе шведского короля, что он не дал шведским королевским людям у города Архангельска хлеба купить, подвергнут опале, скован и привезён в Москву (февраль 1630). Показан на дворцовой службе (1631—1634).